# Himerarctia laeta
Himerarctia laeta är en fjärilsart som beskrevs av Adalbert Seitz 1921. Himerarctia laeta ingår i släktet Himerarctia och familjen björnspinnare. Inga underarter finns listade i Catalogue of Life.